# Robert Gray (Leichtathlet)
Robert Gray (* 5. Oktober 1956 in Downsview, Toronto) ist ein ehemaliger kanadischer Diskuswerfer.
1978 gewann er bei den Commonwealth Games in Edmonton Bronze, 1979 wurde er bei den Panamerikanischen Spielen in San Juan Sechster, und 1982 holte er bei den Commonwealth Games in Brisbane Silber.
Bei den Leichtathletik-Weltmeisterschaften 1983 und den Olympischen Spielen 1984 in Los Angeles schied er in der Qualifikation aus.
Viermal wurde er Kanadischer Meister (1979, 1983–1985). Seine persönliche Bestleistung von 67,32 m stellte er am 30. April 1984 in Etobicoke auf.